# Antonio Anastasio Rossi
Antonio Anastasio Rossi (ur. 18 lipca 1864 w Mediolanie, zm. 29 marca 1948) – włoski duchowny katolicki, arcybiskup Udine w latach 1910 – 1927, tytularny łaciński patriarcha Konstantynopola i prałat terytorialny Pompei od 1927 do swojej śmierci w 1948 roku.

## Życiorys
Święcenia kapłańskie otrzymał 25 marca 1887 roku. 8 stycznia 1910 roku papież Pius X mianował go arcybiskupem Udine. Sakrę otrzymał 3 kwietnia tegoż roku z rąk biskupa Francesco Ciceri. 19 grudnia 1927 roku został mianowany przez papieża Piusa XI prałatem terytorialnym Pompei i tytularnym łacińskim patriarchą Konstantynopola. Był ostatnim w historii pełniącym ten urząd, gdyż po jego śmierci w 1948 patriarchat pozostawał nieobsadzony, aż do 1964 roku, kiedy go całkowicie zlikwidowano. Patriarcha Antonio Anastasio Rossi został pochowany w krypcie w sanktuarium w Pompejach.